# Hot Fuss
Hot Fuss ist das Debütalbum der US-amerikanischen Rockband The Killers. Es erschien im deutschsprachigen Raum am 4. Oktober 2004 bei Island Records.

## Entstehung und Veröffentlichung
Das erste Album der Band wurde zwischen Februar und November 2003 in Berkeley und Los Angeles aufgenommen. Eine Ausnahme bildet das Stück Everything Will Be Alright, welches in der Wohnung des Gitarristen David Keuning aufgenommen wurde.
Das Album wurde in Großbritannien am 7. Juni 2004 veröffentlicht, in Deutschland kam das Album am 4. Oktober 2004 raus.

## Titelliste
1. Jenny Was A Friend Of Mine – 4:04
2. Mr. Brightside – 3:42
3. Smile Like You Mean It – 3:54
4. Somebody Told Me – 3:17
5. All These Things That I’ve Done – 5:01
6. Andy, You’re A Star – 3:14
7. On Top – 4:18
8. Change Your Mind – 3:10
9. Believe Me Natalie – 5:06
10. Midnight Show – 4:02
11. Everything Will Be Alright  – 5:45

## Singleauskopplungen
| Jahr | Titel                           | Höchstplatzierung, Gesamtwochen, AuszeichnungChartplatzierungen (Jahr, Titel, , Platzierungen, Wochen, Auszeichnungen, Anmerkungen) | Höchstplatzierung, Gesamtwochen, AuszeichnungChartplatzierungen (Jahr, Titel, , Platzierungen, Wochen, Auszeichnungen, Anmerkungen) | Höchstplatzierung, Gesamtwochen, AuszeichnungChartplatzierungen (Jahr, Titel, , Platzierungen, Wochen, Auszeichnungen, Anmerkungen) | Höchstplatzierung, Gesamtwochen, AuszeichnungChartplatzierungen (Jahr, Titel, , Platzierungen, Wochen, Auszeichnungen, Anmerkungen) | Höchstplatzierung, Gesamtwochen, AuszeichnungChartplatzierungen (Jahr, Titel, , Platzierungen, Wochen, Auszeichnungen, Anmerkungen) | Höchstplatzierung, Gesamtwochen, AuszeichnungChartplatzierungen (Jahr, Titel, , Platzierungen, Wochen, Auszeichnungen, Anmerkungen) | Anmerkungen                                                     |
| Jahr | Titel                           | DE | AT | CH | UK | US | Rock | Anmerkungen                                                     |
| ---- | ------------------------------- | --- | --- | --- | --- | --- | --- | --------------------------------------------------------------- |
| 2003 | Mr. Brightside                  | DE60 ×3Dreifachplatin · (22 Wo.)DE                                                                                                  | AT54 (… Wo.)AT | — | UK10 ×9Neunfachplatin · (390 Wo.)UK                                                                                                 | US10 Diamant · (38 Wo.)US | Rock3 (40 Wo.)Rock | Erstveröffentlichung: 29. September 2003 Verkäufe: + 18.040.000 |
| 2004 | Somebody Told Me                | DE— GoldDE | — | CH16 (17 Wo.)CH | UK3 ×3Dreifachplatin · (31 Wo.)UK                                                                                                   | US51 ×5Fünffachplatin · (20 Wo.)US                                                                                                  | Rock3 (30 Wo.)Rock | Erstveröffentlichung: 15. März 2004 Verkäufe: + 7.825.000       |
| 2004 | All These Things That I’ve Done | — | — | — | UK18 Platin · (4 Wo.)UK | US74 ×3Dreifachplatin · (14 Wo.)US                                                                                                  | Rock10 (20 Wo.)Rock | Erstveröffentlichung: 30. August 2004 Verkäufe: + 3.980.000     |
| 2005 | Smile Like You Mean It          | — | — | — | UK11 Gold · (9 Wo.)UK | US— PlatinUS | Rock15 (17 Wo.)Rock | Erstveröffentlichung: 2. Mai 2005 Verkäufe: + 1.510.000         |

grau schraffiert: keine Chartdaten aus diesem Jahr verfügbar

## Rezeption

### Kritiken
Von Kritikern wurde das Album gemischt aufgenommen, Metascore vergibt eine Bewertung von 66 % basierend auf 20 Rezensionen und damit das Prädikat generally favorable (dt. „grundsätzlich positiv“). Damit liegt Hot Fuss auf dem Niveau anderer Alben der Band.
Armin Linder von Plattentests.de lobte vor allem die musikalische Komposition, die er als „Paukenschlag“ bezeichnete. Die letzten Lieder des Albums würden jedoch eine bessere Bewertung verhindern, da sie nicht mit dem Anfang mithalten können. Insgesamt vergab er acht von zehn Punkten.
Die BBC lobte das Album ebenfalls. Kritiker Nick Reynolds lobt insbesondere die Komposition und Sänger Brandon Flowers, allerdings offenbaren zwei bis drei Songs sowie die Produktion leichte Schwächen. Das Lied Somebody Told Me wurde besonders gelobt, Reynolds räumte ihm Chancen auf den Titel „Song des Jahres“ ein.
Der Rolling Stone vergibt 3,5 von fünf Sternen und meint, dass das Album überwiegend aus guten, tanzbaren Hits bestehe. 2009 wurde Hot Fuss auf Platz 43 der Alben der Dekade gewählt.
MacKenzie Wilson von Allmusic bezeichnete The Killers als „eine der wenigen Pop-Bands mit Talent“, allerdings schaffe die Band es nicht die Dynamik über das gesamte Album zu halten. Als Benotung bekommt das Album drei von fünf Sternen.
Laut.de vergab zwei von fünf Sternen. Kritiker Michael Schuh bescheinigte der Band gute Ansätze, viele Songs wirken aber „altbacken oder übertrieben poppig“.

### Preise
2005 war Hot Fuss für die Grammy Awards in der Kategorie für das beste Rock-Album nominiert, musste sich dort aber American Idiot von Green Day geschlagen geben. Bei den BRIT Awards war das Album in der Kategorie für das beste internationale Album nominiert, der Preis ging an das gleichnamige Album der Scissor Sisters. Außerdem wurde das Album in die Liste der 1001 Alben, die man hören muss, bevor man stirbt aufgenommen.

## Kommerzieller Erfolg

### Chartplatzierungen
Platz eins konnte das Album in zwei Ländern erreichen: in Australien und Großbritannien. In letzterem hielt sich Hot Fuss 255 Wochen unter den Top 100. Mit Platz vier in Kanada, Platz fünf in Neuseeland, Platz sieben in den USA und Platz acht in Frankreich wurden in drei weiteren Ländern Platzierungen unter den Top Ten erreicht. Weitere Platzierungen in den Charts gab es mit Platz 15 in Finnland, Platz 35 in Spanien, Platz 46 in den Niederlanden, Platz 48 in der Schweiz, Platz 60 in Österreich, Platz 66 in Wallonien, Platz 75 in Deutschland, Platz 88 in Mexiko und Platz 95 in Flandern erreicht.
| ChartsChartplatzierungen       | Höchstplatzierung | Wochen |
| ------------------------------ | ----------------- | ------ |
| Deutschland (GfK)              | 75 (6 Wo.)        | 6      |
| Österreich (Ö3)                | 60 (7 Wo.)        | 7      |
| Schweiz (IFPI)                 | 48 (26 Wo.)       | 26     |
| Vereinigte Staaten (Billboard) | 7 (99 Wo.)        | 99     |
| Vereinigtes Königreich (OCC)   | 1 (255 Wo.)       | 255    |

| ChartsJahrescharts (2004)      | Platzierung |
| ------------------------------ | ----------- |
| Vereinigte Staaten (Billboard) | 148         |
| Vereinigtes Königreich (OCC)   | 41          |

| ChartsJahrescharts (2005)      | Platzierung |
| ------------------------------ | ----------- |
| Vereinigte Staaten (Billboard) | 17          |
| Vereinigtes Königreich (OCC)   | 12          |

| ChartsJahrescharts (2006)    | Platzierung |
| ---------------------------- | ----------- |
| Vereinigtes Königreich (OCC) | 72          |

| ChartsJahrescharts (2007)    | Platzierung |
| ---------------------------- | ----------- |
| Vereinigtes Königreich (OCC) | 93          |

### Auszeichnungen für Musikverkäufe
| Land/Region                  | Auszeichnungen für Musikverkäufe (Land/Region, Auszeichnung, Verkäufe) | Verkäufe    |
| ---------------------------- | ---------------------------------------------------------------------- | ----------- |
| Argentinien (CAPIF)          | Gold                                                                   | 20.000      |
| Australien (ARIA)            | 6× Platin                                                              | 420.000     |
| Belgien (BRMA)               | Gold                                                                   | 25.000      |
| Dänemark (IFPI)              | 2× Platin                                                              | 40.000      |
| Deutschland (BVMI)           | Gold                                                                   | 150.000     |
| Europa (IFPI)                | Platin                                                                 | (1.000.000) |
| Frankreich (SNEP)            | Gold                                                                   | 100.000     |
| Italien (FIMI)               | Gold                                                                   | 25.000      |
| Kanada (MC)                  | 8× Platin                                                              | 800.000     |
| Neuseeland (RMNZ)            | 2× Platin                                                              | 30.000      |
| Singapur (RIAS)              | Gold                                                                   | 5.000       |
| Vereinigte Staaten (RIAA)    | 6× Platin                                                              | 6.000.000   |
| Vereinigtes Königreich (BPI) | 8× Platin                                                              | 2.400.000   |
| Insgesamt                    | 6× Gold · 33× Platin ·                                                 | 8.990.000   |

Hauptartikel: The Killers/Auszeichnungen für Musikverkäufe